# Ante Šušnjar
Ante Šušnjar (Mostar, 27. siječnja 1983.), hrvatski odvjetnik i političar, ministar gospodarstva u šesnaestoj Vladi Republike Hrvatske. 

## Životopis
Rodio se 1983. u Mostaru, diplomirao je na Pravnom fakultetu u Splitu. Tijekom karijere uglavnom se bavio trgovačkim i radnim pravom, transakcijama nekretninama te rješavanjem sporova i arbitražama. Prvo kao samostalan odvjetnik, potom kao partner u odvjetničkom društvu Potočnjak & Šušnjar, a od 2020. godine obavlja i poslove stečajnog upravitelja.
Ante Šušnjar član je Domovinskog pokreta od njegova nastanka 2020. godine. U istoj stranci trenutno obnaša funkcije člana predsjedništva, Domovinskog odbora i Suda časti.
Obnaša dužnost ministra gospodarstva u šesnaestoj Vladi Republike Hrvatske od 17. svibnja 2024.